# Smesjnyje ljudi!
Smesjnyje ljudi! (russisk: Смешные люди!, da.: Sjove mennesker!) er en sovjetisk spillefilm fra 1977 instrueret af Mikhail Sjvejtser.
Filmen er baseret på de tidlige noveller af Anton Tjekhov og handler om et usædvanligt kirkekor i provinsbyen Poltoratsk i det prærevolutionære Rusland.

## Medvirkende
- Oleg Basilasjvili som Fjodor Akimovitj
- Vladimir Basov som Avdiesov
- Albert Filozov som Ivan Ivanovitj
- Leonid Kuravljov som Denis Grigorjev
- Jevgenij Leonov som Aleksej Aleksejevitj